# Parlement fédéral (Somalie)
Pour les autres articles nationaux ou selon les autres juridictions, voir Parlement fédéral.
Mandature 2022-2026
Parlement fédéral de transition
Le Parlement fédéral (en somali : Baarlamaanka Federaalka ; en arabe : البرلمان الاتحادي romanisé : albarlaman alaitihadi) est le parlement bicaméral de Somalie. Il est constitué de deux chambres : 
- une chambre haute, la Chambre haute, composée de 54 membres.
- une chambre basse, la Chambre du peuple, composée de 275 membres.

## Rôle
Les deux chambres du parlement, à la suite des élections législatives, se réunissent afin d'élire la Président de la République, le suffrage étant indirect.
Elles sont aussi chargée du contrôle du gouvernement.